# Mouhamadou Minte
age 12
origine Sénégal et france
passion foot

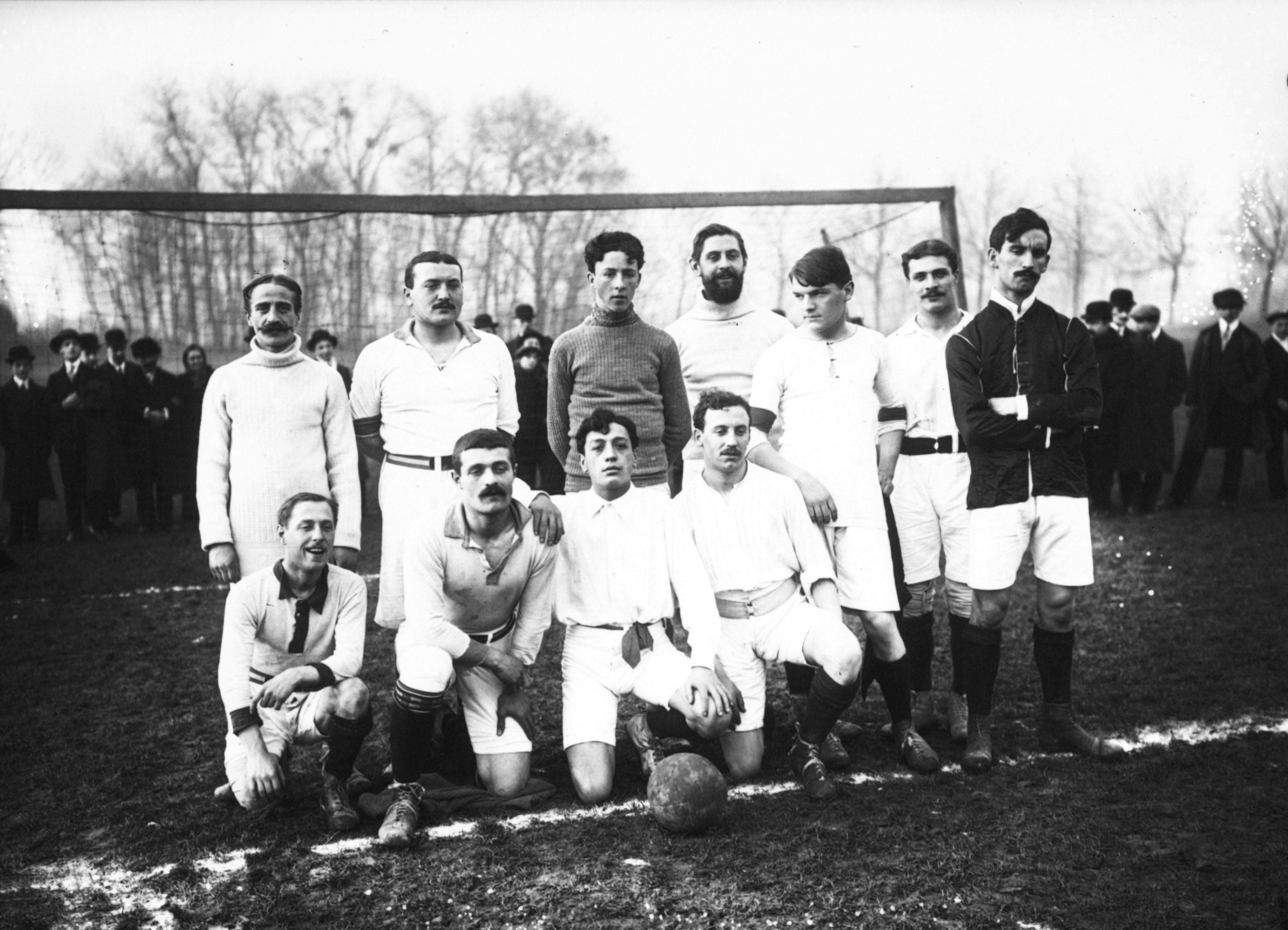

Mouhamadou adore le le foot tout comme son équipe d'ami qu'on surnomme la 2M 
Il joue pour le club du pitray-olier dans le 6e arrondissement de paris
Si vous voulez le trouvez ce sera soit dans le collége montaigne ou dans le 14e arrondissement
Mouhamadou vous retrouvera pour d'incroyable saison!
voici une photo de son club en 1912